# Beta Dumančić
Beta Dumančić, född 26 mars 1991, är en kroatisk volleybollspelare (center).
Dumančić spelar med Kroatiens landslag och har med dem tagit i  EM och European Volleyball League vid flera tillfällen. Hon spelade också VM 2022 med landslaget. Dumančić har spelat med klubbar i Kroatien, USA, Tjeckien, Polen, Tyskland, Italien och Rumänien. Störst framgångar på klubbnivå har hon nått med Schweriner SC med vilka hon blivit tysk mästare, cupmästare och supercupmästare samt med vilka hon kommit trea i CEV Cup.